# Municipio Ocozocoautla de Espinosa
Koordinaten: 16° 46′ N, 93° 22′ W
Ocozocoautla de Espinosa ist ein Municipio im mexikanischen Bundesstaat Chiapas. Das Municipio hat etwa 82.000 Einwohner und eine Fläche von 2102,5 km². Verwaltungssitz und größter Ort des Municipios ist das gleichnamige Ocozocoautla de Espinosa.
Der Name Ocozocoautla kommt aus dem Nahuatl und bedeutet ‚Wald des Ocozote‘ (Ocozote ist eine Art Textil), der Zusatz Espinosa ehrt den Revolutionär Luis Espinosa.
Teile des Municipios bilden das Biosphärenreservat Selva El Ocote. Im Norden hat das Municipio Anteil am Nezahualcóyotl-Stausee.

## Geographie
Das Municipio Ocozocoautla de Espinosa liegt im Westen des mexikanischen Bundesstaats Chiapas auf Höhen zwischen 100 m und 1800 m. Es zählt zu 96 % zur physiographischen Provinz der Sierra Madre de Chiapas und zu vier Prozent zur Cordillera Centroamericana; es liegt vollständig in der hydrologischen Region Grijalva-Usumacinta. Die Geologie des Municipios wird zu 65 % von Kalkstein bestimmt bei 15 % Sandstein-Lutit, 8 % Kalkstein-Lutit, 6 % Granit und 5 % Alluvionen; vorherrschende Bodentypen sind Luvisol (41 %), Leptosol (36 %) und Alisol (7 %). Etwa 58 % der Gemeindefläche sind bewaldet, 25 % werden von Weideland eingenommen, 10 % dienen dem Ackerbau.
Das Municipio Ocozocoautla de Espinosa grenzt an die Gemeinden Mezcalapa, Tecpatán, Berriozábal, Tuxtla Gutiérrez, Suchiapa, Villaflores, Jiquipilas und Cintalapa.

## Bevölkerung
Beim Zensus 2010 wurden im Municipio 82.059 Menschen in 18.156 Wohneinheiten gezählt. Davon wurden 13.260 Personen als Sprecher einer indigenen Sprache registriert, darunter 12.134 Sprecher des Tzotzil. Knapp 16 Prozent der Bevölkerung waren Analphabeten. 28.821 Einwohner wurden als Erwerbspersonen registriert, wovon knapp 80 % Männer bzw. 1,2 % arbeitslos waren. Über 37 % der Bevölkerung lebten in extremer Armut.

## Orte
Das Municipio Ocozocoautla de Espinosa umfasst 708 bewohnte localidades, von denen der Hauptort sowie Ocuilapa de Juárez vom INEGI als urban klassifiziert sind. Acht Orte hatten zumindest 1000 Einwohner, 628 Orte weniger als 100 Einwohner. Die größten Orte sind:
| Ort                          | Einwohner |
| Ocozocoautla de Espinosa     | 39.180    |
| Ocuilapa de Juárez           | 03.921    |
| Vicente Guerrero (Matamoros) | 02.009    |
| Guadalupe Victoria           | 01.876    |
| Ignacio Zaragoza (El Morro)  | 01.675    |
| La Independencia (Las Pilas) | 01.178    |
| Hermenegildo Galeana         | 01.068    |
| Alfonso Moguel               | 01.022    |
| CNC                          | 00.940    |